# 西岡秀記
西岡 秀記（にしおか ひでき、1971年1月25日 - ）は、日本の俳優、声優。大阪府出身。

## 人物
劇団NLT演技研究所、東京アクターズスタジオ出身。今井事務所を経てMMPに所属していた。
特技は野球などの球技全般。

## 出演

### 映画
- もうひとつの原宿物語（1990年）
- 境界線の向こう側（1998年） - トシヤ 役
- サル（2003年）
- 東京原発（2004年）
- ある朝スウプは（2005年）
- 聯合艦隊司令長官 山本五十六（2011年）
- 黄金を抱いて翔べ（2012年）
- 耳をかく女（2012年）
- TOKYO CITY GIRL（2015年）
- シン・ゴジラ（2016年）[2]
- AIOI
- 蒼ざめた二重奏
- 暁の星にスウィングすれば
- 一葉の記憶
- 歌い忘れたラブレター
- ゴメンナサイが言えなくて
- 黄昏時ラプソディ
- 沈黙はダイアモンド
- 瞼に萌えるバラード
- 夜と昼の囁き

### テレビドラマ
- 大河ドラマ
  - 太平記（1991年） - 服部清次 役
  - 花燃ゆ 第2話（2015年） - 福原越後 役
- 連続テレビ小説 / ええにょぼ（1993年） - 松宮 役
- 3年B組金八先生 第6シリーズ 第18話（2002年） - 田渕記者 役
- 新宿鮫 氷舞 第3・4話（2002年）
- 松本清張スペシャル・鬼畜（2002年）
- 仮面ライダーシリーズ
  - 仮面ライダー龍騎 第31、36話（2002年）
  - 仮面ライダー鎧武/ガイム 第46話（2014年）
- 月曜ミステリー劇場（2003年）
  - 西村京太郎サスペンス 十津川警部シリーズ 第27作
  - 上条麗子の事件推理 第3作
- 火曜サスペンス劇場 / 新・女検事 霞夕子 第23作（2004年）
- 19borders 第18話（2005年）
- そのまま!（2005年）
- ジイジ2 〜孫といた夏〜 第3話（2005年）
- こちら森中探偵堂（2006年）
- ジュテーム〜わたしはけもの vol.5（2008年）
- 筆談ホステス 〜母と娘、愛と感動の25年。届け!わたしの心〜（2010年）
- 水戸黄門 第42部 第10話（2010年） - 秀太郎 役
- 遺留捜査 第1話（2011年） - 牛島刑事 役
- Mr.サンデー 〜拡大特番原発危機 克服への闘い〜（2011年）
- あぽやん〜走る国際空港 第2話（2013年）
- 土曜ワイド劇場
  - 東京駅お忘れ物預り所 第6作（2013年）
  - 森村誠一の終着駅シリーズ 第28作（2014年）
  - 再捜査刑事・片岡悠介 第7作（2015年）
  - おとり捜査官 第19作（2015年） - 香坂貞彦 役
  - 終着駅の牛尾刑事VS事件記者・冴子 第15作（2016年） - 須藤正雄 役
- 水曜ミステリー9 / 不倫調査員・片山由美 第14作（2014年）
- 刑事7人 第5話（2015年） - 前田伸雄 役
- 相棒14 第6話（2015年） - 星野浩史 役
- CHIEF〜警視庁IR分析室〜（2018年） - 野崎辰平 役

### Web
- ココダケノハナシ 〜短篇.jpルーキーズ第3弾〜（2008年）

### 舞台
- 受付
- カサブタ 〜牧野家の幸福な人々〜（2006年）
- 郭公 〜KAKKOU〜
- カンガルー
- 蝉しぐれ
- 八月の光
- ぼく願う、きみ想ふ

### テレビアニメ
- 超速スピナー（1999年、観客）

### 劇場アニメ
- ああっ女神さまっ（2000年）

### テレビ番組
- 中居正広の金曜日のスマたちへ

### CM
- キリンラガービール
- 三陽商会
- スバル